# 罗马尼亚足球乙级联赛
罗马尼亚足球乙级联赛（Liga II Astra Sport Bets）是罗马尼亚足球联赛的第二级别。
罗马尼亚乙级联赛分为两个区，西区联赛与东区联赛。每区各有18支球队。东西区联赛冠军升入甲级联赛，最后5名降入丙级联赛。从2010-2011赛季开始，东西区改为各16支球队。从2011-2012赛季起，东西区将合并为一个联赛，球队为20-22支球队。